# Гловно
Гловно (пол. Głowno) — город в Польше, входит в Лодзинское воеводство, Згежский повят. Имеет статус городской гмины. Занимает площадь 19,82 км². Население — 15 282 человека (на 2004 год).

## История
В конце XIX — начале XX века на страницах Энциклопедического словаря Брокгауза и Ефрона давалось следующее описание этому населённому пункту: «Глувно — местечко Брезинского уезда Петроковской губернии, на реке Мруге. 3045 жителей, занимающихся ткацким кустарным промыслом; в окрестностях железный завод».
Во время Второй мировой войны с мая 1940 года по март 1941 года на территории города действовало гетто, организованное нацистами.